# Берман, Антуан
Антуан Берман (фр. Antoine Berman; 24 июня 1942, Аржантон-сюр-Крёз — 1991) — французский переводчик, крупнейший историк и теоретик перевода.

## Биография
Из семьи смешанного происхождения: польско-еврейского со стороны отца, франко-югославского со стороны матери. Родился в маленьком городке, где семья скрывалась от нацистов. Окончил лицей в Монморанси, затем Сорбонну, где изучал философию и познакомился со своей будущей женой. В 1968—1973 вместе с ней жил в Аргентине.
Вернувшись во Францию, занимался академической деятельностью, в том числе возглавлял Центр Жака Амио, но не был кафедральным ученым.

## Общая характеристика
Руководил исследовательской программой в Международном философском коллеже. Основные интересы Бермана были связаны с романтическим этапом художественного перевода, его теория переводческого искусства, сложившаяся под воздействием философской герменевтики, принципиально анти-этноцентрична, и перевод для него живёт тягой «я» к «другому», он — искусство различия, а не сходства. Сам Берман переводил в основном литературу XX в. с английского, испанского, португальского и немецкого языков. Среди его работ — переводы романов Р. Арльта, Р. Пильи, М. Скорсы, А. Роа Бастоса, П. Хертлинга, Г. Видала, лекции Ф. Шлейермахера об искусстве перевода и др. Труды Бермана переведены на английский, испанский, португальский, итальянский, японский языки, во Франции действует Ассоциация Антуана Бермана «Задачи переводчика».
Берман говорил об искусстве перевода так:

«Говорить о переводе — значит говорить о литературе, о жизни, судьбе и природе литературы, о том, как она высвечивает нашу собственную жизнь; это значит говорить о коммуникации, передаче, традиции; говорить о взаимоотношениях своего и чужого; говорить о материнском, родном языке и о других наречиях, о бытии человека, невозможном вне языка; это значит говорить о письменном и устном; говорить об истине и лжи, о предательстве и верности; говорить о подражании, двойничестве, подделке, вторичности; говорить о жизни смысла и жизни буквы; это значит отдать себя захватывающему и опьяняющему круговороту самопознания, в котором само слово „перевод“ снова и снова выступает собственной метафорой».

Идеи Бермана вызвали интерес и в России: переводчик и редактор журнала «Иностранная литература» Татьяна Баскакова отмечает:

Берман пытался создать специальную науку о переводе, оставил учеников. С его точки зрения, переводчику не следует во что бы то ни стало стремиться к «гладкости» и «изяществу» речи, он не должен бояться вводить в свой родной язык какие-то новообразования, экспериментировать с ним, ломать его, обогащать его за счет другого языка. Берман, в частности, показывает это на примере работ немецких переводчиков эпохи романтизма, которые впервые ввели в немецкий язык усложненные синтаксические конструкции, заимствованные из латыни и древнегреческого. Это принципиальный вопрос, в котором я придерживаюсь мнения Бермана, а не его оппонентов.

## Труды
- L'épreuve de l'étranger: Culture et traduction dans l’Allemagne romantique. Paris: Gallimard, 1984
- Lettres à Fouad El-Etr sur le romantisme allemand. Paris: PUF, 1991
- Pour une critique des traductions: John Donne. Paris: Gallimard, 1995
- La traduction et la lettre, ou L’auberge du lointain. Paris: Seuil, 1999
- L'âge de la traduction. Paris: Presses universitaires de Vincennes, 2008 (комментарий к эссе В.Беньямина Задача переводчика)

## Публикации на русском языке
- Испытание чужим. Культура и перевод в романтической Германии [главы из книги]// Логос, 2011, № 5/6, с.92-113.